# Androsthenes z Mainalu
Androsthenes nebo Androsthenés (starořecky Ἀνδρόσθενης) byl vítěz starověkých olympijských her v pankrátionu v letech 420 a 416 př. n. l.
Androsthenes, mladík pocházející z malé horské arkadské obce Mainalos zvítězil na 90. a 91. starověkých olympijských hrách v Pankrationu, v zápase při kterém byly dovoleny všechny zápasnické chvaty, údery pěstí , kopání a vykrucování údů. Pankration poprvé zavedli na 33. hrách v roce 648 př. n. l.  Hry devadesátých olympijských her byly poznamenány i nepříjemnou událostí, když Spartu pro porušení ekecheirie vyloučili z hera vítězství jejího závodníka Lichase v tethrippe (jezdeckých závodech dvoukolových vozů se čtyřspřežím) připsali thébského lidu.
Do historie těchto her se zapsalo i vztyčení Paióniovy sochy okřídlené Níké před chrámem nejvyššího boha Dia. Později byla v Olympii vztyčená i socha Androsthena od sochaře Nikodama. První sochy atletů byly v Olympii postaveny na 59. hrách.